# Daniel Tetour
Daniel Tetour (17 luglio 1994) è un calciatore ceco, centrocampista dell'Ethnikos Achnas.

## Caratteristiche tecniche
Esterno destro, può giocare anche come interno di centrocampo.